# رودخانه برفی
رودخانه برفی (به انگلیسی: The Man from Snowy River) یک سریال تلویزیونی ماجراجویی درام استرالیایی است، براساس شعر مردی از رودخانه برفی اثر بانجو پترسون. این سریال در استرالیا با نام رودخانه برفی بانجو پترسون و در ایالات متحده آمریکا و بریتانیا با نام رودخانه برفی: افسانه مک‌گرگور پخش شده‌است.
داستان سریال درباره ماجراهای فردی به نام  مت مک‌گرگور (با بازی اندرو کلارک) و خانواده‌اش به عنوان یک مزرعه دار موفق است.

## خلاصه داستان
داستان با آمدن پسر جوانی به روستا ، در آستانه برگزاری مسابقه مرد رود خانه برفی ، آغاز می شود. این عنوان همیشه برای مت مک گرگور بوده ولی اکنون پسر جوان تازه وارد مدعی این عنوان و رقیب مت میباشد. پسری با نام لوک مک گرگور که در واقع برادر زاده مت است.
در سایر قسمتها داستان این خانواده و مردم روستا و پیشرفت آنها به تصویر کشیده می شود.

## بازیگران
| نقش             | بازیگر                         |
| --------------- | ------------------------------ |
| مَت مک‌گرگور      | اندرو کلارک                    |
| کاتلین اونیل    | وندی هیوز                      |
| لوک مک‌گرگور     | جاش لوکاس                      |
| کولین مک‌گرگور   | برت کلیمو                      |
| راب مک‌گرگور     | گای پیرس                       |
| دَنی مک‌گرگور     | جولین کرنوگوراک و کریسی ریموند |
| جَک کِلی          | رگ ایوانز                      |
| ویکتوریا بلک‌وود | آماندا دوژ                     |
| فرانک بلک‌وود    | رادنی بل                       |
| اُلیور بلک‌وود    | جان استنتون                    |
| آنیتا هارگریوز  | ویکتوریا تنانت                 |
| مایکل اونیل     | بن گورنز                       |
| اِمیلی مک‌گرگور   | شریل مانکس                     |
| هِربرت اِلیوت     | گریگ پارکر                     |
| روت ویتنی       | تریسی نلسون                    |
| مونتانا هیل     | گابریل فیتزپاتریک              |
| جیمز گلیسون     | جان فینلیسون                   |
| جسی مک‌کلاسکی    | جوزفین بیرنز                   |
| جوآنا واکر      | اولیویا نیوتن جان              |
| دانکن جونز      | هیو جکمن                       |